# HMS Mars (1794)
El HMS Mars fue un navío de línea británico de 74 cañones de la clase Mars construido en los astilleros londinenses de Deptford entre 1789 y 1794. 

## Carrera en laRoyal Navy
Entró en servicio poco después del estallido de las Guerras revolucionarias francesas y sirvió a la flota británica que custodiaba el Canal de La Mancha. En el año 1797, y bajo el mando del capitán Alexander Hood, se vio involucrado en el episodio de los motines de Nore y Spithead. En 1798 se enfrentó solo al navío de línea francés Hercule en la Punta de Raz en la Bretaña francesa. El buque francés intentó escapar en mitad de un fuerte oleaje, pero no pudo reprimir el combate directo con la nave británica, perdiendo más de 300 hombres. El HMS Mars perdió a 31 hombres, entre ellos el capitán Hood, y tuvo 60 heridos.
En octubre de 1805, el HMS Mars combatió en la batalla de Trafalgar. A bordo del navío, un total de 615 hombres. Durante el combate, recibió graves daños tanto de los buques españoles como franceses de la coalición liderada por Villeneuve. Al final de la jornada perdieron 29 hombres, entre ellos su capitán, George Duff, y 69 heridos.
En 1806, volvió a servir en la flota del Canal de La Mancha. Posteriormente se desplazaría en rutas de vigilancia a Portugal y al Mar Báltico.
En 1813 pasó a la reserva, para ser vendido y desguazado en 1823.